# Berndorf bei Salzburg
Pour les articles homonymes, voir Berndorf.
Berndorf bei Salzburg est une commune autrichienne du district de Salzbourg-Umgebung dans l'État de Salzbourg.